# Jean Henrion
Pour les articles homonymes, voir Henrion.
Jean Henrion est un patineur artistique français. Il a été 8 fois champion de France de 1932 à 1939.

## Biographie

### Carrière sportive
Jean Henrion a dominé le patinage artistique français dans les années 1930, succédant à Pierre Brunet. Il a été 8 fois de suite champion de France entre 1932 et 1939 (Il n'est battu que par Alain Giletti qui a obtenu le titre national français à dix reprises entre 1951 et 1961).
Sur le plan international, il domine beaucoup moins. Il a participé à six championnats d'Europe et trois championnats du monde. Son meilleur résultat européen est une 4e place en 1933 à Londres, et son meilleur classement mondial est une 8e place en 1927 à Davos. Enfin, il n'a jamais représenté la France aux jeux olympiques d'hiver, ni à Saint-Moritz en 1928, ni à Lake-Placid en 1932, ni à Garmisch-Partenkirchen en 1936.
Il est à noter également que Jean Henrion a essayé le patinage en couples artistiques, puisqu'il a été deux fois vice-champion de France de cette catégorie avec Gaby Barbey en 1934 et 1935, puis champion de France avec Suzy Boulesteix en 1937 et 1938.

## Palmarès
| Compétitions en Individuel | 1926 | 1927 | 1928 | 1929 | 1930 | 1931 | 1932 | 1933 | 1934 | 1935 | 1936 | 1937 | 1938 | 1939 |  |
| Jeux olympiques d'hiver    |      |      |      |      |      |      |      |      |      |      |      |      |      |      |  |
| Championnats du monde      |      | 8e   |      |      |      |      |      | 9e   |      |      | 12e  |      |      |      |  |
| Championnats d’Europe      |      |      |      |      |      |      | 6e   | 4e   | 11e  | 11e  | 12e  | 11e  |      |      |  |
| Championnats de France     | 3e   | 2e   |      |      | 2e   |      | 1er  | 1er  | 1er  | 1er  | 1er  | 1er  | 1er  | 1er  |  |
|                            |      |      |      |      |      |      |      |      |      |      |      |      |      |      |  |
| Compétitions en couple     | 1926 | 1927 | 1928 | 1929 | 1930 | 1931 | 1932 | 1933 | 1934 | 1935 | 1936 | 1937 | 1938 | 1939 |  |
| Jeux olympiques d'hiver    |      |      |      |      |      |      |      |      |      |      |      |      |      |      |  |
| Championnats du monde      |      |      |      |      |      |      |      |      |      |      |      |      |      |      |  |
| Championnats d’Europe      |      |      |      |      |      |      |      |      |      | 9e   |      |      |      |      |  |
| Championnats de France     |      |      |      |      |      |      |      |      | 2e   | 2e   |      | 1er  | 1er  |      |  |
|                            |      |      |      |      |      |      |      |      |      |      |      |      |      |      |  |